# 山元式新頭針療法
山元式新頭針療法（英語：Yamamoto New Scalp Acupuncture），是日本麻醉科醫師山元敏勝研發的針灸治療，治療方式與傳統中醫針灸不同，使用針刺激體感刺激點來進行治療。

## 歷史
日本麻醉科醫師山元敏勝研發山元式新頭針療法，在1973年大阪所舉辦的第25回日本良導絡學會時，山元敏勝醫師發表了YNSA，為了與中醫頭皮針區別，山元醫師用自己的姓氏加上新來命名。
YNSA以中醫的「神庭」穴為基礎，把神庭當作頭部，額角當作上臂，這個就是YNSA的基本點由來。接著再依照英文字母順序，將新發現的刺激點命名，並根據運動器官、內臟、感覺器官、腦作為分類。YNSA在世界各國的臨床運用上，許多疾患、機能不全、疼痛控制有其療效。

## 現況
目前替代療法的醫學國際期刊已有相关的論文，日本方面也有許多運用日文撰寫的論文。

## 療效
根據臨床經驗，YNSA的治療反應速度較傳統針灸快。病患經過醫師治療後，止痛效果立即出現，因此YNSA較適合在急性扭挫傷時使用。